# Зелёная белоглазка
Зелёная белоглазка (лат. Zosterops virens) — вид воробьиных птиц из семейства белоглазковых (Zosteropidae).

## Таксономия
Выделяют два подвида, представители которых скрещиваются между собой:
- Zosterops virens capensis Sundevall, 1850
- Zosterops virens virens Sundevall, 1850

Бледная белоглазка (Zosterops pallidus), ранее включаемый в этот вид, в настоящее время считают отдельным видом.

## Описание

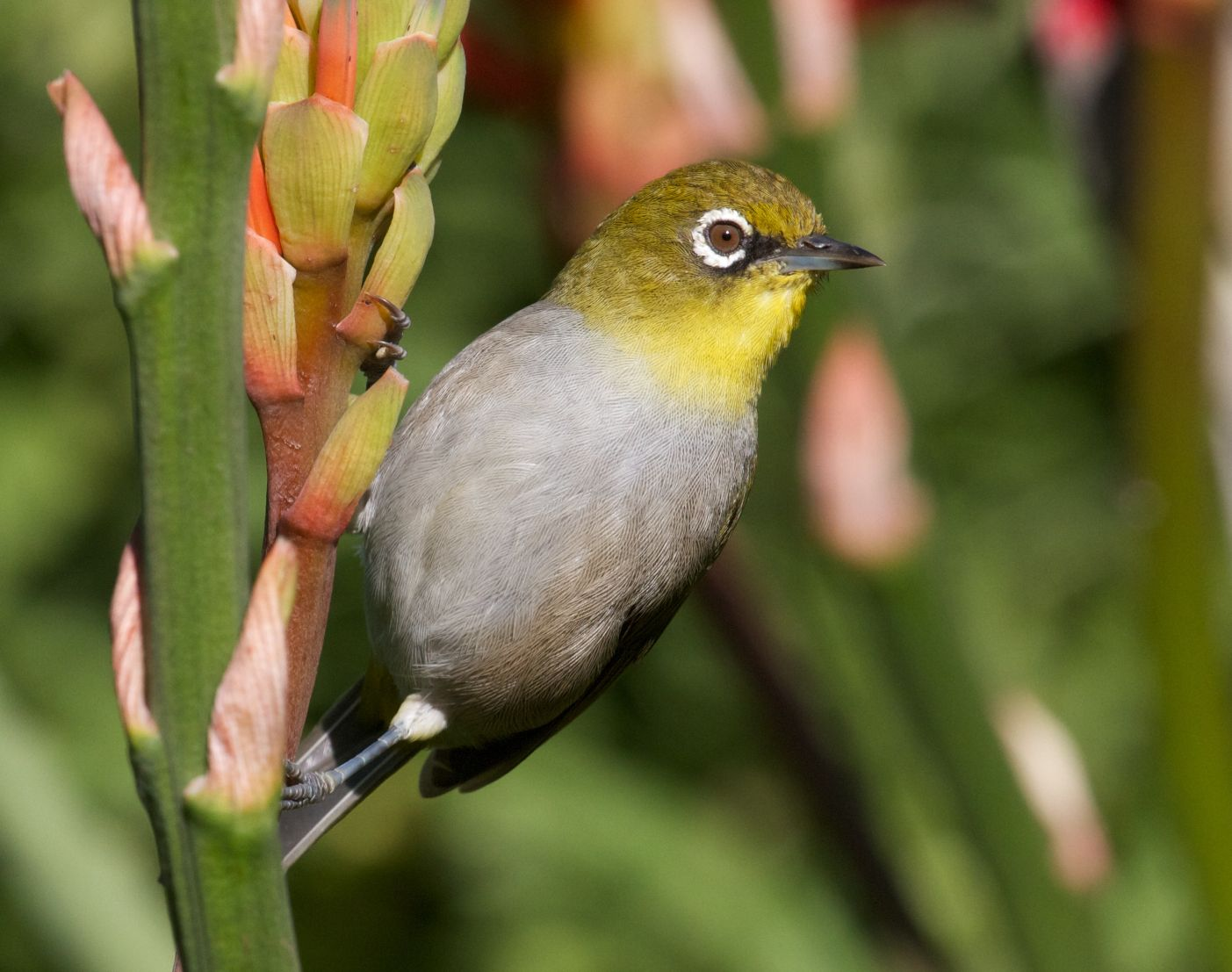
Z. v. capensis, Кейптаун

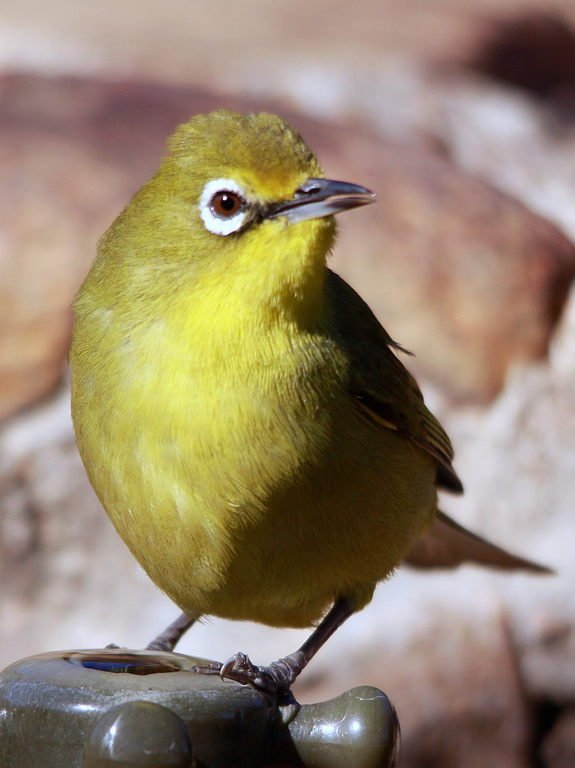
Z. v. virens, Suikerbosrand Nature Reserve

Длина тела около 12 см. Крылья закругленные, ноги сильные. Вокруг глаза заметное белое кольцо. Верхняя сторона тела зелёная, горло ярко-желтое. Представители подвида Z. v. capensis имеют серые грудку и брюшко, а Z. v. virens — зеленовато-жёлтые.

## Биология
Большинство популяций оседлые, но некоторые совершают небольшие сезонные миграции. Питаются преимущественно насекомыми, но также едят мягкие цветы, нектар, фрукты и мелкие зёрна. Охотно позволяют себя подкармливать.

## Ареал
Обитают в южной части Африки (ЮАР, Ботсвана, Лесото, Эсватини, изредка в Мозамбике).